# Fussa
Fussa (jap. 福生市, -shi) ist eine Stadt in der japanischen Präfektur Tokio westlich von Tokio.

## Geographie
Fussa liegt westlich von Tokio und nördlich von Hachiōji.
Der Fluss Tama fließt durch die Stadt von Nordwesten nach Südwesten.

## Geschichte
Die Stadt wurde am 1. Juli 1970 gegründet.

## Verkehr
- Zug:
  - JR Ōme-Linie
  - JR Itsukaichi-Linie
  - JR Hachikō-Linie
- Straße:
  - Nationalstraße 16

## Söhne und Töchter der Stadt
- Mayu Sakai (* 1982), Japanische Mangaka

## Angrenzende Städte und Gemeinden
- Tachikawa
- Hachiōji
- Akiruno
- Akishima
- Musashimurayama
- Hamura
- Mizuho